# とれたてテレビYAB
『とれたてテレビYAB』（とれたてテレビワイエービー）は、山口朝日放送で2001年1月9日から2002年3月29日まで生放送された夕方ワイド番組。

## 番組概要
- 1993年10月1日開局から2000年12月22日まで7年3か月にわたって放送された『5時からワイド』をリニューアルする形で始まり、16:55 - 17:54に放送された（17:54からはこれまで通り、「ANNスーパーJチャンネル」のネットを行った。
- ただし台風や地震などの災害時は18:17以降に山口に戻って放送を続けた）。
- 番組の前半は生活情報をメインに放送、後半はニュースの2部構成だった。また金曜日は司会が異なり、生中継のクイズコーナーなどもあった。
- 2002年3月29日、放送終了。
- その後、YABは夕方ワイド番組から撤退。変わって土曜日の朝に自社ワイドを移動させ「ほっと土曜日」を開始。一方、平日の夕方は16:55 - 17:35は「スーパーJチャンネル」、17:35 - 17:54は同番組のローカルパートとして『YABスーパーJチャンネル』が放送されるようになった。17:54以降もしばらくは従来通り「ANNスーパーJチャンネル」をネットしていたが、2003年3月31日から2009年3月27日まで18:18（後に18:17） - 18:54に「ステーションY」が放送開始された。

## 出演者

### MC
- 永岡俊哉（月 - 木）
- 大谷泰彦（金曜日）

### アシスタント
- 津山奈穂子（月 - 木）
- 井上尚美（金曜日）

### ニュースキャスター
- 井川弘宜
- 藤田理恵